# 러시아의 우크라이나 침공에 대한 외국의 개입

대(對)우크라이나 군사 지원국 현황
중화학무기 지원국
경무기 내지 탄약 지원국
비살상 무기 지원국
비물질적 무기 지원국
우크라이나

러시아
우크라이나
인도적 지원을 포함한 지원 국가 현황

러시아의 우크라이나 침공에 대한 외국의 개입 문서는 2022년 러시아의 우크라이나 침공에 대한 각국 정부나 국제 기구의 지원을 포함한 주요 개입 상황을 정리한 것이다.

## 아시아

### 대한민국
- 전쟁 발발 후 주요 회동 일람

| 날짜             | 회동                               | 장소       | 비고                                       |
| ---------------- | ---------------------------------- | ---------- | ------------------------------------------ |
| 2022년 3월 29일  | 윤(당선인)-젤렌스키 전화 통화      | -          | 윤석열 대통령 당선인 신분                  |
| 2023년 5월 21일  | 한-우크라이나 정상회담             | 일본       | 전쟁 발발 후 첫 양국 정상회담              |
| 2023년 7월 15일  | 한-우크라이나 정상회담             | 우크라이나 | 2023년 윤석열의 우크라이나 방문 문서 참고  |
| 2024년 5월 14일  | 윤-젤렌스키 전화 통화              | -          |                                            |
| 2024년 10월 29일 | 윤-젤렌스키 전화 통화              | -          |                                            |
| 2024년 11월 26일 | 한-우크라이나 외교장관회담         | 이탈리아   | 전쟁 발발 후 첫 양국 외교장관회담          |
| 2024년 11월 27일 | 국방장관 등 우크라이나 특사단 방한 | 대한민국   | 윤석열 대통령, 신원식 국가안보실장 등 접견 |

- 대한민국의 대(對)우크라 재정 지원 현황

| 날짜         | 형식                   | 규모                         | 비고 |
| ------------ | ---------------------- | ---------------------------- | --- |
| 2024년 10월~ | 대외경제협력기금(EDCF) | 21억 달러 (약 2조 8,595억원) | - 2023년, 제5차 우크라이나 지원회의서 공언 - 2023년 9월 발표 '우크라이나 지원패키지' 후속조치 - 2024년 2월 기준, '공여협정' 상태 - 1억 달러 (약 1,325억 원 지급 완료, 20년 만기, 유예기간 5년, 연 1.0% 이자) |

2023년 5월 21일 오후 1시 50분부터 32분간 윤석열 대한민국 대통령과 볼로디미르 젤렌스키 우크라이나 대통령은 일본에서 열린 G7 정상회의 계기 처음으로 정상회담을 진행하였다. 윤 대통령은 한국 정부가 앞으로도 국제사회와 긴밀한 협력을 포함하여 지뢰 제거 장비, 긴급 후송 차량 등 우크라이나가 필요로 하는 지원을 제공해나갈 것이라고 말하였다. 이에 젤렌스키 대통령은 "한국 정부의 지원에 사의를 표하고, 전쟁 종식 및 평화 달성을 위해 한국과 협력을 더욱 확대해나가길 바란다"고 화답하였다.
2023년 7월 15일, 윤 대통령은 NATO 정상회의 참석차 리투아니아를 방문한 후 예정대로 폴란드를 순방하였다. 하지만 이후 귀국하지 않고 우크라이나를 전격 방문하였다. 양 정상 회동 계기 우크라이나인들의 일상 회복을 돕기 위한 '우크라이나 평화 연대 이니셔티브' 추진 계획이 발표되었다.
"젤렌스키 대통령이 제안한 '평화공식'의 중요성에 공감하고, 성공적인 평화공식 정상회의 개최를 추진하기로 하였다.... 한국은 주요 개도국들이 평화공식 정상회의에 보다 많이 참여하고, 자유 연대에 동참하도록 촉진자 역할을 하고자 한다.... 지난해 방탄복, 헬멧과 같은 군수물자를 지원한 데 이어 올해도 더 큰 규모로 군수물자를 지원해나갈 것이다."— 윤 대통령 (2023년 7월 15일 키이우, 공동언론발표)

2023년 9월 13일, 대한민국 정부와 우크라이나 정부 간의 대외경제협력기금 차관에 관한 협정(공여협정)이 공식 체결되었다.
2024년 10월, 한국수출입은행은 우크라이나 정부에 20년 만기, 유예기간 5년, 연 1.0% 이자를 조건으로 1억 달러 (약 1,325억원)의 차관을 제공하기로 하였다. 이후 11월 29일, 데니스 시미할 우크라이나 총리는 “우크라이나는 한국으로부터 1억 달러를 받았다”고 공식적으로 밝혔다.
2024년 11월 26일, 이탈리아에서 열린 G7 외교장관회의 계기 조태열 대한민국 외교부장관과  안드리 시비하 우크라이나 외교부장관이 별도로 양자 회담을 가졌다. 조 장관은 한국 정부가 북한과 러시아 간 군사 협력의 진전과 우리 안보에 대한 위협에 상응하는 실효적 조치를 단계적으로 취할 것이라고 말하였고, 이에 시비하 장관은 앞으로도 불법적인 북러 군사 협력에 엄정히 대응하기 위하여 한국과 관련 동향과 정보를 계속 긴밀하게 공유하기를 희망한다고 밝히며 한국 정부의 대우크라 지원에 사의를 표하였다.
2024년 11월 27일 오후, 윤 대통령은 대통령실에서 루스템 우메로우 국방장관을 단장으로 한 우크라이나 특사단을 접견하였다.

### 아제르바이잔
아제르바이잔은 우크라이나에 탄약 등 군사적 지원을 하였다.

### 일본
- 일본의 대(對)우크라 재정 지원 현황

| 날짜                   | 형식 | 규모                    | 비고                       |
| ---------------------- | ---- | ----------------------- | -------------------------- |
| 2022년 4월 19일 (발표) | 차관 | 3억 달러 (약 4천억원)   | - G7 정상 화상 통화서 공언 |
| 2022년 5월 29일 (발표) | 차관 | 6억 달러 (약 7,643억원) | - 세계은행과 공조          |

2024년 6월 13일 밤, 기시다 후미오 일본 총리와 볼로디미르 젤렌스키 우크라이나 대통령은 이탈리아에서 개최된 G7 정상회의를 계기로 양자 회담을 갖고, 안보와 우크라이나 부흥을 지원하는 내용의 '일-우크라이나 지원·협력'문서에 각각 서명하였다. 주요 내용은 다음과 같다.
- 러시아의 침공을 받은 우크라이나에 대한 비살상 장비·물자 제공
- 우크라이나 부상 병사의 치료 등 일본의 평화헌법 내에서 안보 분야 지원
- 러시아의 새로운 무력 공격 발생 시 일본-우크라이나가 24시간 이내 정부 간 협의를 통한 대응 방안 모색
- 우크라이나 부흥을 위한 일본의 지원 방안

이와야 다케시 일본 외무상은 2024년 11월 16일 우크라이나를 방문하여 "우크라이나의 편에 서겠다는 우리의 입장은 변함이 없다"고 밝혔다.

### 조르단
조르단은 RPG와 미사일을 지원하였다.

### 파키스탄
파키스탄은 우크라이나에 재정 지원 및 탄약을 지원하였다.

## 유럽

### 노르웨이
노르웨이는 살상 무기 및 재정 지원을 하고 있다.

### 유럽연합
유럽연합은 러시아의 우크라이나에 대한 불법적인 침략을 규탄하며, 회원국의 병력을 투입하지는 않으나, 군사 장비를 지급하고, 원조를 지원하고 있다.

## 아메리카

### 미국
미국은 조 바이든 행정부에서 우크라이나에 대한 인도주의, 지원, 군사 지원 및 재정적 지원를 제일 많이 공급하고 있다. 이는 중화기, 경화기 및 군사위성 등 포괄적인 군사 지원을 포함한다.

### 캐나다
캐나다는 2022년 전쟁 발발 이후 살상무기 및 비살상무기를 우크라이나에 지원하고 있다.

### 아르헨티나
아르헨티나는 우크라이나에 대한 인도주의 지원을 해왔으며, 유엔 총회 결의안 투표에서도 우크라이나의 입장을 지지한다.

## 아프리카

### 모로코
모로코는 북아프리카 국가들 중 처음으로 우크라이나에 군사 지원을 하였으며, T-72를 우크라이나에 보냈다.

### 수단
수단은 우크라이나에 탄약 등 군사적 지원을 하였다.

## 국제 기구
국제적십자, 세계식량계획, 유니세프 등에서 우크라이나에 대한 다양한 지원을 하고 있다.